# Wilhelm de Wied
Wilhelm de Wied (în germană Wilhelm Friedrich Heinrich Prinz zu Wied), (n. 26 martie 1876, Neuwied, Renania-Palatinat, Germania – d. 18 aprilie 1945, Predeal, Brașov, România) a fost în 1914 timp de șase luni principele Albaniei.

## Biografie

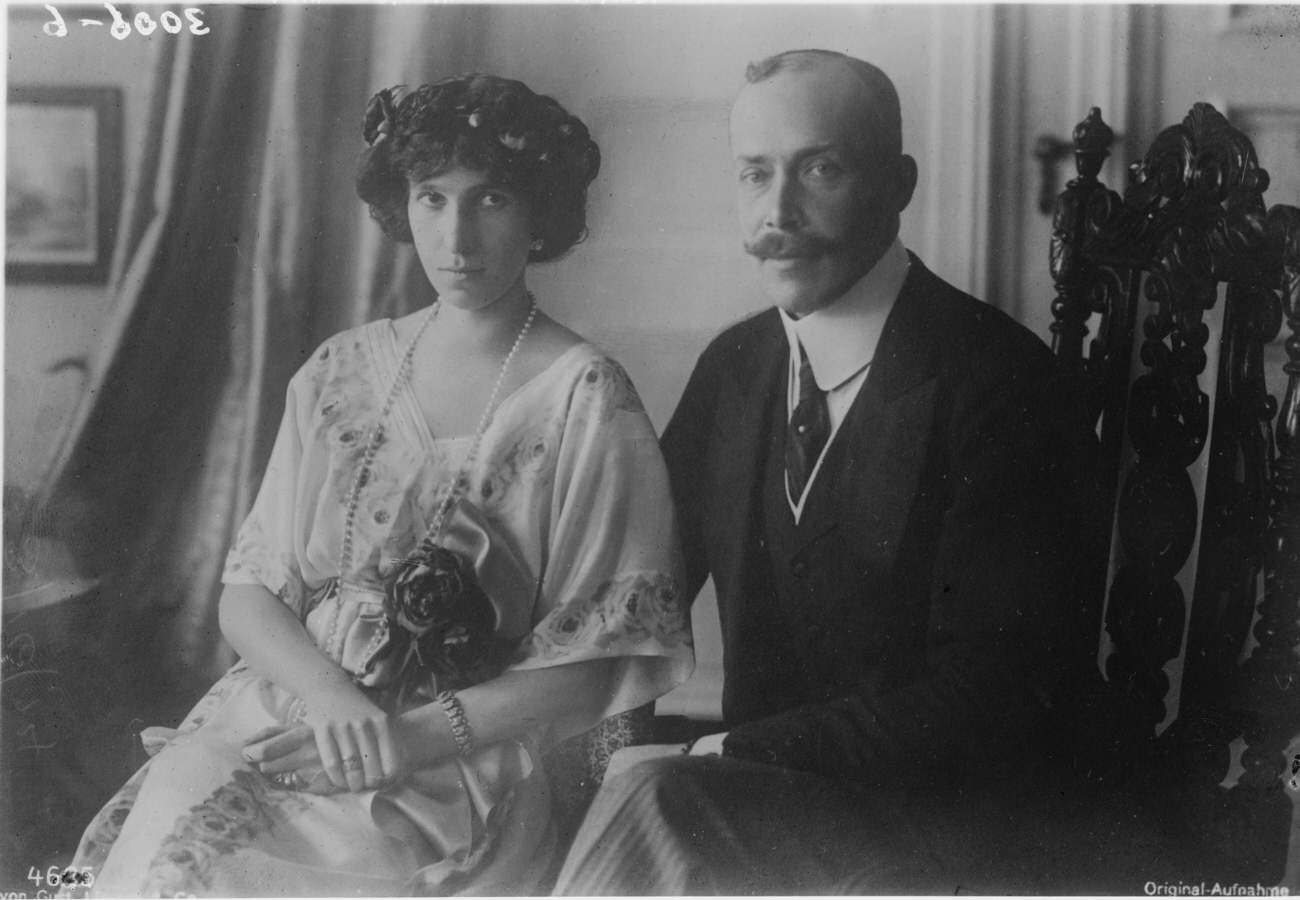
Wilhelm și soția sa, Prințesa Sofia de Schönburg-Waldenburg and William circa 1913

Wilhelm s-a născut ca al treilea fiu a uneia dintre cele mai vechi familii nobiliare din Germania. Deținea în armata prusiană funcția de maestru de cavalerie în momentul în care a fost propus pentru funcția de principe al Albaniei de către mătușa sa, Elisabeta a României. Aceasta a insistat pe lângă Take Ionescu, prim-ministru al României, să fie propusă candidatura lui Wilhelm de Wied pentru funcția respectivă.
În 1913, după tratative și ezitări îndelungate, Marile Puteri decid înființarea unui stat albanez, pe care îl proclamase poporul albanez în urmă războaielor balcanice (sprijiniți fiind de Austro-Ungaria). Marile Puteri aveau însă îndoieli în legătură cu capacitatea poporului albanez de a se autoguverna și au hotărât să impună ele un șef de stat. La toate acestea se adăuga și opoziția Rusiei vizavi de crearea unui stat albanez, deoarece intenționa să îi înlesnească aliatului său tradițional, Serbia, un acces către Marea Adriatică prin teritoriul albanez. Marile Puteri s-au decis în final pentru un german protestant care era agreat și de către austro-ungari. Prin Wilhelm, Germania și Austro-Ungaria intenționau să saboteze încercările Italiei și a Serbiei de a căpăta influență politică în noul stat creat. La acestea se adăuga prezumția că un principe care nu aparține nici uneia din marile religii din Albania (islamul, ortodoxia și catolicismul) ar fi mai ușor acceptat de către populație, neexistând din partea sa vreo bănuială de părtinire pentru unul din cele trei grupuri religioase. După multe răzgândiri, Wilhelm de Wied acceptă funcția propusă. Astfel, în 1914 se deplasează 18 reprezentanți ai Albaniei la Neuwied, pentru a-i oferi, în cadrul ceremoniei din 21 februarie coroana Albaniei.
La data de 7 martie 1914, principele Wilhelm de Wied împreună cu soția sa, Sophie von Schönburg-Waldenburg, și cei doi copii ai lor, ajung în Durrës, unde era stabilită reședința sa. Poporul l-a întâmpinat plin de entuziasm. Statul care i-a fost încredințat era foarte sărac și dispunea de o infrastructură și un sistem administrativ extrem de modeste. Condițiile care i-au fost oferite erau pentru nivelul Albaniei foarte luxoase, însă totuși foarte modeste comparativ cu alte reședințe ale monarhilor europeni sau cu castelul din care provenea Wilhelm. Era vorba de o casă cu două etaje, cu camere proprii amplasate în jurul unei curți interioare din centrul orașului.

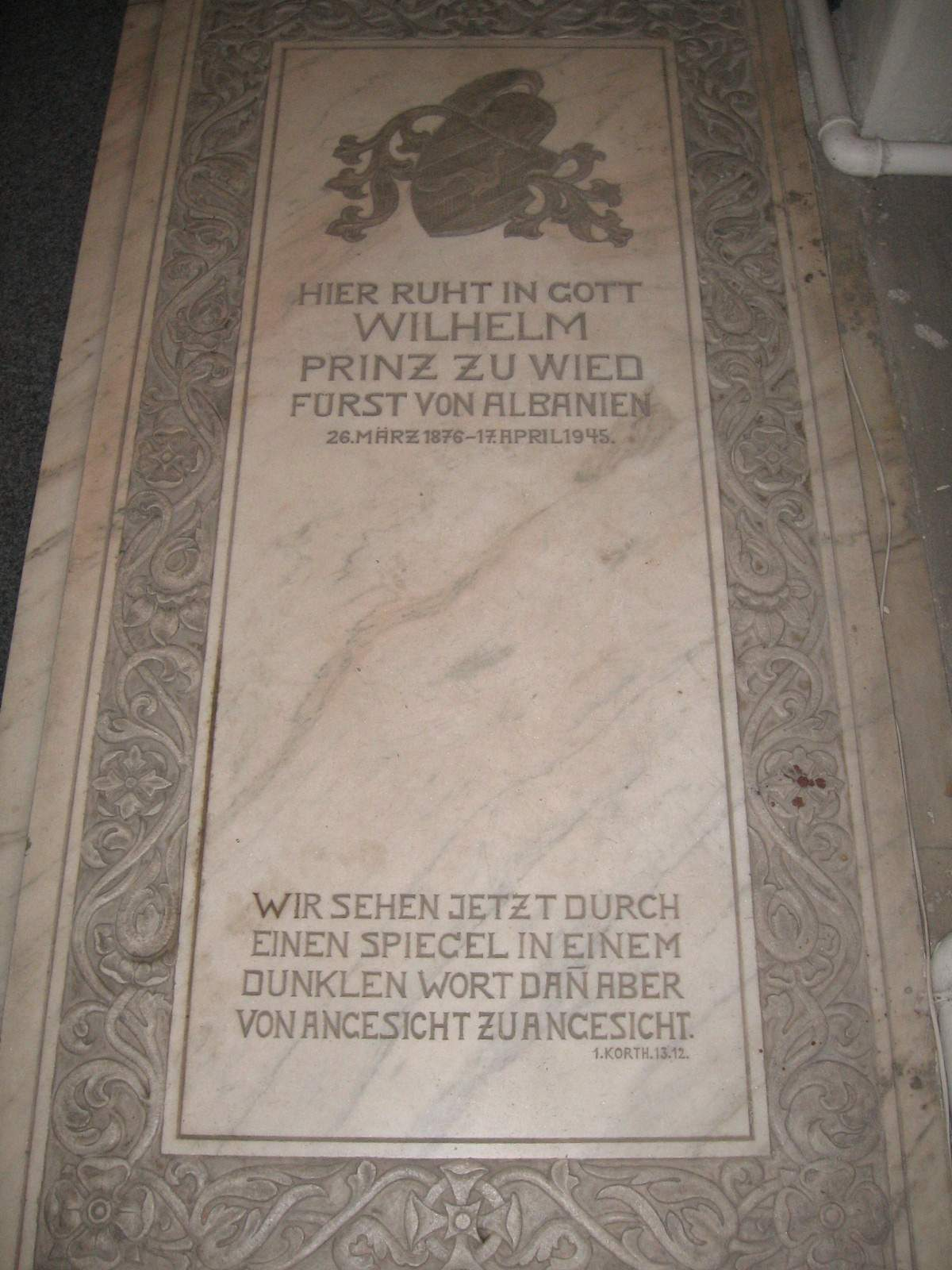
Piatra sa tombală în Biserica Lutherană din Bucureşti

Wilhelm de Wied nu deținea multe cunoștințe despre statul și poporul care i-au fost încredințate, fiind nevoit să se bazeze pe consilieri. Nu a reușit să se impună vizavi de popor și de persoanele influente din Albania. Astfel, conflictul de influență dintre personalitățile albaneze și puterile străine (de care era dependent din punct de vedere financiar, politic și militar) s-a generalizat. În sud grecii încercau să capete o influență cât mai mare, unii albanezi puseseră ochii pe tronul lui Wilhelm de Wied, iar musulmanii din centrul țării au atacat capitala.
Izbucnirea Primul Război Mondial a complicat situația. În momentul părăsirii statului la 2 septembrie 1914, observatorii apreciază faptul că Wilhelm rezistase deja surprinzător de mult. Ulterior, prim-ministrul și episcopul albanez Fan Noli a declarat că singurul lucru pentru care ar putea fi criticat Wilhelm de Wied este faptul că nu a reușit să facă minuni. Wilhelm de Wied nu a abdicat niciodată din funcția de principe a Albaniei și a continuat să poarte acest titlu până la moartea sa. În 1917 a cerut repunerea sa în funcție. La acea dată lupta însă din nou în armata germană ca ofițer. Părăsește serviciul militar în aprilie 1918. În 1925 se stabilește împreună cu familia sa în România, unde și-a petrecut restul vieții. A murit în 1945 la Predeal. Mormântul său se află în incinta Bisericii Luterane din București.
Copiii săi, rezultați din căsătoria încheiată la 30 noiembrie 1906 în Waldenburg cu Prințesa Sofia de Schönburg-Waldenburg (1885-1936) sunt:
- Dr. jur. prinț moștenitor Carol Victor de Albania, Prinz de Wied (1913-1973), căsătorit în 1966 cu Eileen Johnston (1922-1985)
- Marie Eleonore (n. 1909 - d. 1956 în lagărul comunist de internare din Miercurea Ciuc), căsătorită în 1937 cu prințul Alfred de Schönburg-Waldenburg (1905-1941), apoi în 1949 cu Ion Octavian Bunea (n. 1899 în Galați, d. după 1977, anul decesului necunoscut)